# Romuald Turasiewicz
Romuald Turasiewicz (ur. 11 października 1930 w Bydgoszczy, zm. 31 stycznia 2005 w Krakowie) – filolog klasyczny, brat Adama; od 1976 profesor Uniwersytetu Jagiellońskiego, od 1997 do 2002 profesor Katedry Filologii Klasycznej Wydziału Filologicznego Uniwersytetu Śląskiego; od 1990 członek PAU. Tworzył prace o retoryce greckiej (m.in. Życie i twórczość Lizjasza... 1999 i starożytnej myśli politycznej Życie polityczne w Atenach w V i IV wieku 1968); przekłady dzieł greckich mówców (m.in. Demostenesa i Lizjasza); wraz ze Stanisławem Stabryłą przełożył i opracował wybór Nowele antyczne (wydanie 2 rozszerzone 1992). Pochowany na cmentarzu Prądnik Czerwony w Krakowie (kw. A5D-6-27).

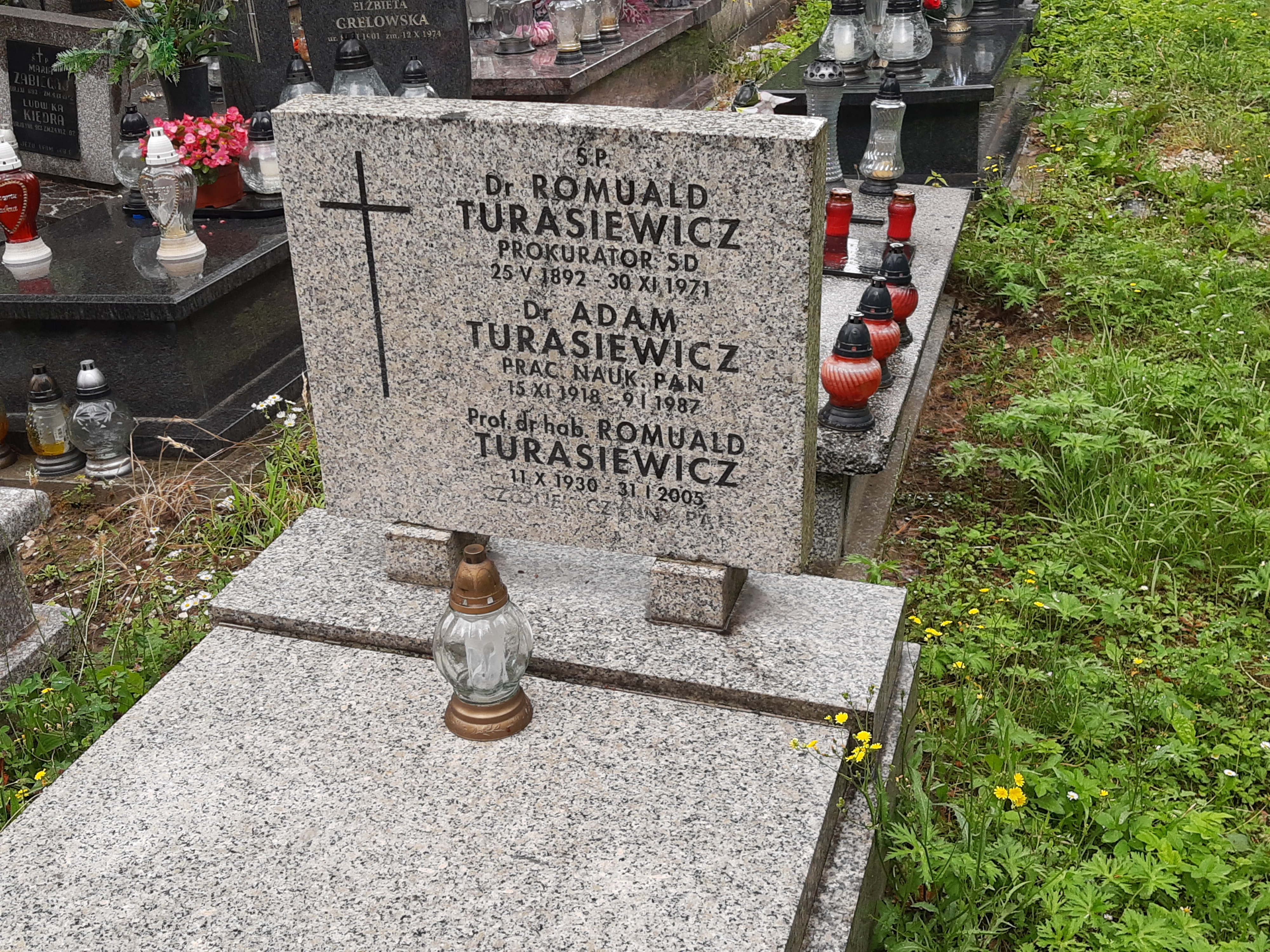
Grób Romualda i Adama Turasiewiczów na Cmentarzu Prądnik Czerwony